# 27 février 2011
Le dimanche 27 février 2011 est le 58e jour de l'année 2011.

## Décès
- Amparo Muñoz (née le 21 juin 1954),  actrice espagnole, élue Miss Espagne 1973 puis Miss Univers 1974
- Duke Snider (né le 19 septembre 1926), joueur de base-ball américain
- Frank Buckles (né le 1er février 1901), vétéran américain de la Première Guerre mondiale
- Gary Winick (né le 31 mars 1961), cinéaste
- Jean-René Chauvin (né le 16 juin 1918), personnalité politique française
- Maurice Guigue (né le 4 août 1912), arbitre français de football
- Moacyr Scliar (né le 23 mars 1937), écrivain brésilien
- Necmettin Erbakan (né le 29 octobre 1926), homme d'État turc
- Pepín Martín Vázquez (né le 6 août 1927), matador et acteur de cinéma espagnol
- Pierre Barrère (né le 12 juin 1921), géographe français
- Pierre Reinhart (né le 19 septembre 1932), religieux franciscain français
- Wolf Wolfensberger (né en 1934), psychologue américain

## Événements
- 83e cérémonie des Oscars
- Fin de la télénovéla Teresa
- Tentative de coup d'État du 27 février 2011 en République démocratique du Congo.